# Bernard Longley
Bernard Longley (Manchester, Inglaterra, 5 de abril de 1955) é um clérigo católico inglês, atual arcebispo de Birmingham.

## Biografia
Longley estudou no Xaverian College e no Royal Northern College of Music, em Manchester, e depois cursou literatura inglesa no New College, Oxford. Concluiu os estudos filosóficos e teológicos no Seminário Maior de Wonersh, onde foi ordenado sacerdote em 12 de dezembro de 1981 pela diocese de Arundel e Brighton. Serviu por três anos como pároco assistente em Epsom, e capelão de hospitais psiquiátricos. Também obteve uma licença em teologia dogmática na Pontifícia Universidade Gregoriana de Roma.
De volta à sua terra natal, de 1987 a 1996, atuou como professor de teologia no Seminário Maior de Wonersh.  Em 1991, foi nomeado presidente da Comissão Diocesana de Arundel e Brighton para a Unidade dos Cristãos, em Surrey. De 1996 a 2001, foi Secretário do Comitê para a Unidade Cristã da Conferência Episcopal da Inglaterra e Gales. Desde 2001, exerceu a função de Assistente do Secretário-Geral da Conferência Episcopal para Questões de Ecumenismo e Diálogo Inter-Religioso.

### Episcopado
Em 4 de janeiro de 2003, o Papa João Paulo II o nomeou Bispo Titular de Zarna e Bispo Auxiliar de Westminster. Longley foi ordenado bispo junto com Alan Stephen Hopes em 24 de janeiro de 2003 pelo Arcebispo de Westminster, Cormac Cardeal Murphy-O'Connor. Os principais co-consagradores foram o Bispo Coadjutor de Leeds, Arthur Roche, e o Bispo de Arundel e Brighton, Kieran Thomas Conry.
Como bispo auxiliar, era Chefe do Conselho Pastoral Diocesano e tinha responsabilidades pastorais pelos Decanatos de Camden, Hackney, Islington, Marylebone, Tower Hamlets e Westminster.
Longley foi o autor do Comentário Católico sobre a Declaração Conjunta Acordada pela Comissão Internacional Anglicana-Católica Romana para a Unidade e Missão – "Crescendo em direção à Unidade e à Missão" (2007).
Também em 2007, Longley desempenhou um papel de destaque na integração do independente Soho Masses Pastoral Council, um grupo que patrocina missas para católicos homossexuais, na Arquidiocese. Ele também ajudou o grupo a escrever uma declaração sobre o ministério para católicos gays que, embora seguisse os ensinamentos católicos sobre homossexualidade, reconhecia que fiéis gays e lésbicas queriam se envolver com a igreja. Apesar das críticas, Longley disse que "nunca foi prática da Igreja Católica, por assim dizer, 'testar a situação financeira' das pessoas antes de as admitir à celebração da Eucaristia. Seria um erro tirar conclusões precipitadas ou generalizar sobre o estilo de vida particular de alguém, ou o seu estado de graça".
No final de 2010, foi nomeado para chefiar a delegação católica para a terceira rodada de negociações da Comissão Internacional Anglicana-Católica Romana com os anglicanos. Esta fase das negociações seguiu um hiato causado pela questão da ordenação de mulheres ou bispos homossexuais em algumas igrejas anglicanas. Começou em 17 de maio de 2011.
Em 1º de outubro de 2009, o Papa Bento XVI o nomeou Arcebispo de Birmingham. A inauguração ocorreu em 8 de dezembro do mesmo ano.
Em 5 de janeiro de 2011, o Arcebispo Longley foi nomeado um dos primeiros membros do recém-criado Pontifício Conselho para a Promoção da Nova Evangelização. O papa ainda o nomeou, em 18 de setembro de 2012, como Padre Sinodal da XIII Assembleia Geral do Sínodo dos Bispos, sobre o tema da nova evangelização.
Arcebispo Longley foi eleito vice-presidente da Conferência Episcopal Católica da Inglaterra e do País de Gales em maio de 2025, após a aposentadoria de Malcolm McMahon.
Em 30 de junho de 2025, o Papa Leão XIV o nomeou membro do Dicastério para a Promoção da Unidade dos Cristãos. Logo em seguida, em 3 de julho, também foi nomeado membro do Dicastério para o Diálogo Inter-Religioso.